# Martinet tigrat gorjagroc
El martinet tigrat gorjagroc (Tigrisoma mexicanum) és una espècie d'ocell de la família dels ardèids (Ardeidae). Habita els aiguamolls, pantans, manglars, rierols i llacunes de les terres baixes de Mèxic i Amèrica Central, a la llarga d'ambdues costes.